# Gaafu Dhaalu-atol
Het Gaafu Dhaalu-atol (Huvadhu-atol) is een bestuurlijke divisie van de Maldiven.
De hoofdstad van het Gaafu Dhaalu-atol is Thinadhoo.

## Geografische indeling

### Atollen
Het Gaafu Dhaalu-atol bestaat uitsluitend uit het zuidelijke deel van het Huvadhu-atol.

### Eilanden
Het Gaafu Dhaalu-atol bestaat uit 153 eilanden, waarvan er 10 bewoond zijn.

#### Bewoonde eilanden
De volgende bewoonde eilanden maken deel uit van het atol:
1. Fares
2. Fiyoaree
3. Gaddhoo
4. Hoandeddhoo
5. Maathodaa
6. Madaveli
7. Nadellaa
8. Rathafandhoo
9. Thinadhoo
10. Vaadhoo

#### Onbewoonde eilanden
De volgende onbewoonde eilanden maken deel uit van het atol:
1. Aakiraahuttaa
2. Athihuttaa
3. Badéfodiyaa
4. Barahuttaa
5. Baulhagallaa
6. Bodehuttaa
7. Bodérehaa
8. Bolimathaidhoo
9. Dhékanbaa
10. Dhérékudhéhaa
11. Dhigérehaa
12. Dhigulaabadhoo
13. Dhinmanaa
14. Dhiyanigilllaa
15. Dhonigallaa
16. Dhoonirehaa
17. Ehéhuttaa
18. Ekélondaa
19. Faahuttaa
20. Faanahuttaa
21. Faathiyéhuttaa
22. Faréhulhudhoo
23. Farukoduhuttaa
24. Fatéfandhoo
25. Femunaidhoo
26. Fenevenehuttaa
27. Féreythavilingillaa
28. Fonahigillaa
29. Gaazeeraa
30. Gan
31. Gehémaagalaa
32. Gehévalégalaa
33. Golhaallaa
34. Haadhoo
35. Hadahaahuttaa
36. Hakandhoo
37. Handaidhoo
38. Havoddaa
39. Havodigalaa
40. Hevaahulhudhoo
41. Hiyanigilihuttaa
42. Hoothodéyaa
43. Hulheddhoo
44. Hunigondiréhaa
45. Isdhoo
46. Kaadeddhoo
47. Kaafaraataa
48. Kaafénaa
49. Kaalhéhutta
50. Kaalhéhuttaa
51. Kaashidhoo
52. Kadahalagalaa
53. Kadévaaréhaa
54. Kalhaidhoo
55. Kalhéfalaa
56. Kalhehigillaa
57. Kalhéhuttaa
58. Kalhéréhaa
59. Kanandhoo
60. Kandeddhoo
61. Kannigilla
62. Kautihulhudhoo
63. Kélaihuttaa
64. Keraminthaa
65. Kereddhoo
66. Kéyhuvadhoo
67. Kodaanahuttaa
68. Kodédhoo
69. Kodégalaa
70. Koduhutigallaa
71. Kodurataa
72. Konontaa
73. Kudhé-ehivakaa
74. Kudhéhulheddhoo
75. Kudhélifadhoo
76. Kudhérataa
77. Kudhukélaihuttaa
78. Kurikeymaahuttaa
79. Laihaa
80. Lifadhoo
81. Lonudhoo
82. Lonudhoohuttaa
83. Maadhoo
84. Maaéhivakaa
85. Maagodiréhaa
86. Maahéraa
87. Maahutigallaa
88. Maarehaa
89. Maavaarulaa
90. Maaveddhoo
91. Maguddhoo
92. Mainaadhoo
93. Mallaaréhaa
94. Mariyankoyya Rataa
95. Mathaidhoo
96. Mathihuttaa
97. Mathikera-nanahuththaa
98. Meehunthibenehuttaa
99. Menthandhoo
100. Meragihuttaa
101. Meyragilla
102. Mudhimaahuttaa
103. Odavarréhaa
104. Oinigillaa
105. Olhimuntaa
106. Olhurataa
107. Raabadaaféhéreehataa
108. Rahadhoo
109. Ralhéodagallaa
110. Reddhahuttaa
111. Rodhevarrehaa
112. Thelehuttaa
113. Thinéhuttaa
114. Ukurihuttaa
115. Ulégalaa
116. Vairéyaadhoo
117. Vatavarréhaa
118. Véraavillingillaa
119. Villigalaa

Haa Alif-atol · Haa Dhaalu-atol · Shaviyani-atol · Noonu-atol · Raa-atol · Baa-atol · Lhaviyani-atol · Kaafu-atol · Alif Alif-atol · Alif Dhaal-atol · Vaavu-atol · Meemu-atol · Faafu-atol · Dhaalu-atol · Thaa-atol · Laamu-atol · Gaafu Alif-atol · Gaafu Dhaalu-atol · Gnaviyani-atol · Seenu-atol · Malé